# Peter Ernst (Germanist)

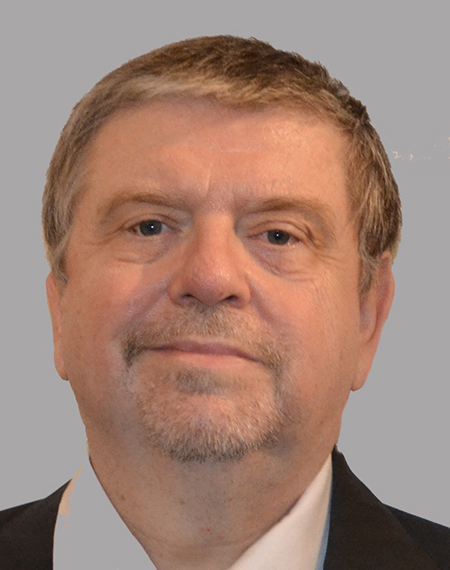

Peter Ernst (* 22. Mai 1961 in Wien) ist ein österreichischer germanistischer Sprachwissenschaftler. Er lehrt als ao. Univ.-Prof. Germanistische Sprachwissenschaft am Institut für Germanistik der Universität Wien.

## Leben
Ernst studierte an der Universität Wien Germanistik und Geschichte, zudem belegte er Lehrveranstaltungen aus Klassischer Philologie und Theaterwissenschaft. Von 1984 bis 1986 arbeitete er im Schuldienst. Seit 1. Oktober 1986 ist er Angehöriger des Instituts für Germanistik der Universität Wien. Er dissertierte 1987 mit einer Arbeit über „Die althochdeutschen Siedlungsnamen in Niederösterreich und Wien“ bei Peter Wiesinger und habilitierte sich 1995 mit einer Schrift über die „Anfänge der frühneuhochdeutschen Schriftsprache in Wien“. Er erhielt die Venia legendi für Germanische Sprachwissenschaft, 1997 wurde er zum ao. Univ.-Prof. ernannt.
In den Studienjahren 2000/2001 sowie 2009/2010 war er Gastprofessor an der Universität Leipzig.
Von 2016 bis 2024 war er im Rat für deutsche Rechtschreibung tätig.
Ernst gründete 1989 in Wien den Verlag Edition Praesens, 2002 gab er die Verlagsleitung an Michael Ritter ab.

### Forschungsschwerpunkte
Peter Ernst beschäftigt sich mit Sprachgeschichte, Dialektologie, Namenkunde, Phraseologie, Semantik, Pragmatik, Diskursanalyse, Österreichischem Deutsch, Grammatik und linguistischer Wissenschaftsgeschichte. In diesem Zusammenhang ist seine Übersetzung und Kommentierung von Leonard Bloomfields „Language“ (2001) sowie das Nachwort zur 3. Auflage des „Cours de linguistique général“ von Ferdinand de Saussure (2001) zu erwähnen. Bekannt sind seine Einführungswerke in die Germanistische Sprachwissenschaft (2. Auflage 2011), Deutsche Sprachgeschichte (3. Auflage 2021) und Deutsche Grammatik (2025). Eine weitere Monografie widmet sich der Pragmalinguistik (2002).
Ernst ist Gründungsmitglied und Obmann des „Vereins für Erforschung von Sprache und Name in Österreich“, der von 2013 bis 2022 die onomastische Zeitschrift „Österreichische Namenforschung“ bis 2022 fortführte. Seit 2024 erscheint diese als Buchreihe unter dem Titel "Österreichische Namenforschung N[eue] F[olge]".

## Preise und Auszeichnungen
- 1993: Hugo-Moser-Preis des Leibniz-Institut für Deutsche Sprache, Mannheim[1]
- 2000: Förderungspreis für Wissenschaften der Stadt Wien
- 2003: Theodor-Frings-Preis der Universität Leipzig und der Sächsischen Akademie der Wissenschaften[1] (als erster und bisher einziger Österreicher)
- 2004: Ernennung zum Ehrenmitglied der „Gesellschaft ungarischer Germanisten“
- 2006: Honorarprofessor der Pannonischen Universität Veszprém[1]
- 2007: Verleihung des Berufstitels „Universitätsprofessor“ durch den Bundespräsidenten Heinz Fischer[2]
- 2015: Nominierung für den Teaching Award der Universität Wien[2]

## Werke

### Monografien
- Die Anfänge der frühneuhochdeutschen Schreibsprache in Wien. Praesens, Wien 1994.
- Die Familienbeziehungen zwischen Martin Buber und Leonard Bloomfield. Praesens, Wien 2000.
- zusammen mit Gottfried Fischer: Die germanischen Sprachen und ihre Stellung im Kreis des Indogermanischen. Praesens, Wien 2001.
- Pragmalinguistik. Grundlagen, Anwendungen, Probleme. Berlin, New York: de Gruyter 2002.
- Germanistische Sprachwissenschaft. Eine Einführung in die synchrone Sprachwissenschaft des Deutschen. 2. Auflage. Facultas, Wien 2011.
- Deutsche Sprachgeschichte. Eine Einführung in die diachrone Sprachwissenschaft des Deutschen. 3. Auflage. Facultas, Wien 2021.
- Deutsche Grammatik. Eine Einführung in die Beschreibung der Gegenwartssprache. Facultas, Wien 2025.

### Als Herausgeber
- mit Franz Patocka (Hrsg.): Deutsche Sprache in Raum und Zeit. Festschrift für Peter Wiesinger zum 60. Geburtstag. Wien 1998.
- Peter Wiesinger: Österreichisches Deutsch kompakt. Geschichte und Gegenwart. Hg. von Peter Ernst. Wien 2024.

### Übersetzungen, Kommentare, Bearbeitungen
- Leonard Bloomfield: Die Sprache. Deutsche Erstausgabe, übersetzt, kommentiert und herausgegeben von Peter Ernst und Hans Christian Luschützky unter Mitwirkung von Thomas Herok. Mit einem Geleitwort von André Martinet. Praesens, Wien 2001.
- Falco: lyrics complete. Herausgegeben von Christian Ide Hintze. Bearbeitet und mit einem Nachwort versehen von Peter Ernst. St. Pölten, Salzburg: Residenz 2009.